# Euménides (obra)
Las Euménides (Ευμενίδες) es la última obra de la Orestíada de Esquilo. Las Erinias, innombrables, por eso se utiliza el eufemismo Euménides (benévolas), son las diosas de la venganza que persiguen a Orestes por la muerte de su madre Clitemnestra. La escena se desarrolla en el santuario de Delfos, principal templo de Apolo, donde se encuentra el ombligo del mundo. Luego pasa a Atenas.

## Personajes
- Coro: las Erinias
- La Sacerdotisa
- Apolo
- Orestes
- Fantasma de Clitemnestra
- Atenea
- Ciudadanos atenienses

## Introducción
Euménides es la obra final de la Orestíada, en la que Orestes, Apolo, y las Erinias comparecen ante un jurado de atenienses en el Areópago (‘roca de Ares’, una colina rocosa plana junto al ágora ateniense donde el tribunal de homicidios de Atenas celebraba sus sesiones), para decidir si el asesinato de Clitemnestra por parte de su hijo, Orestes, le hace merecedor del tormento que le han infligido.

## Trama

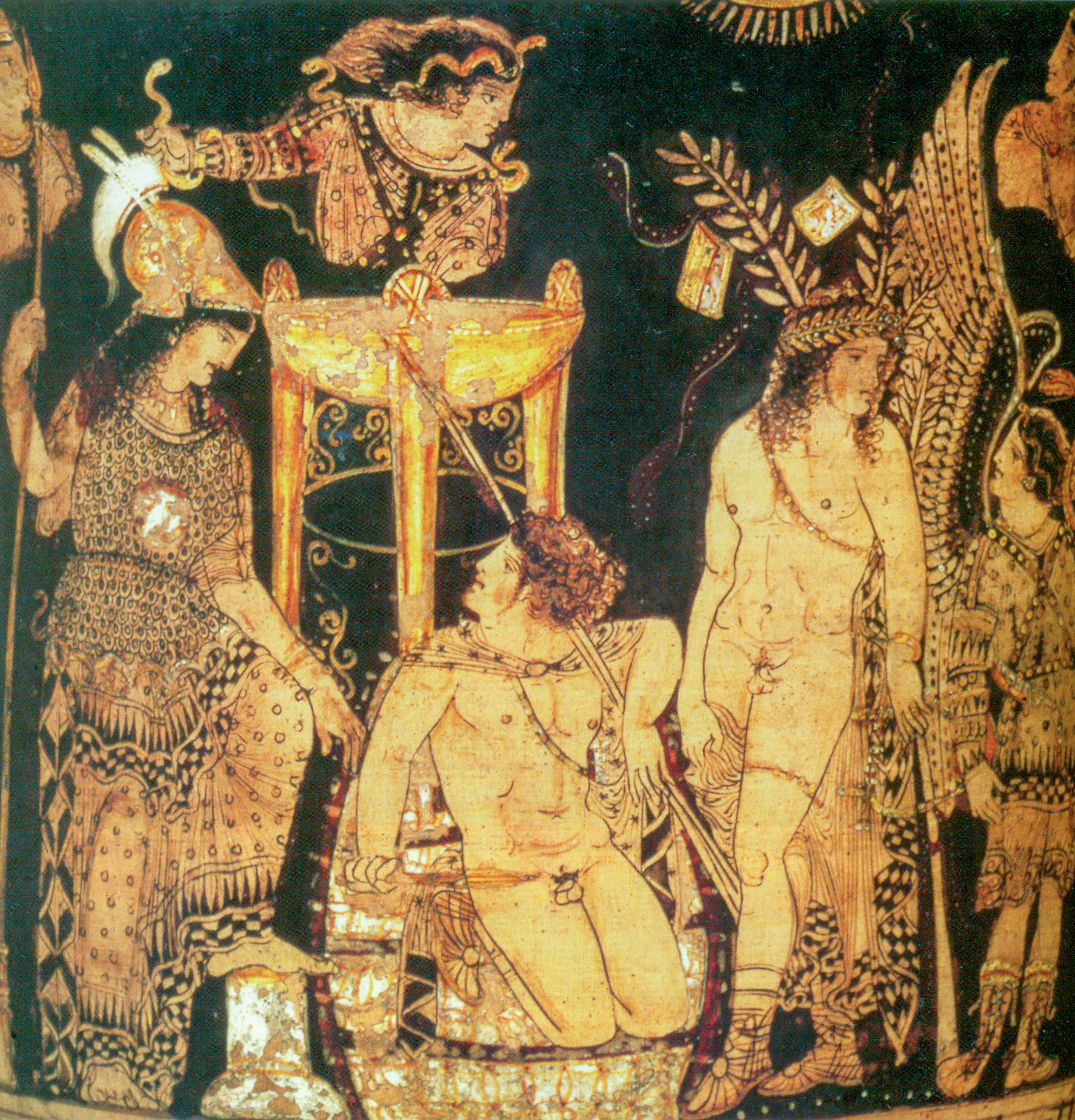
Escena de Las Euménides representada por Pitón en una pieza de cerámica (siglo IV a. C.)

La Pitia del templo de Delfos es quien hace la introducción. Allí está Orestes, que acude a Delfos para lavar su culpa por haber matado a su madre Clitemnestra. Dormidas junto a él están las terribles e innombrables Erinias: las Euménides, deidades ctónicas que vengan el parricidio y el matricidio (también el filicidio y el fratricidio). Él, por instigación de su hermana Electra y el dios Apolo, ha matado a su madre Clitemnestra, que ha asesinado a su padre, el rey Agamenón, quien a su vez había matado a su hija Ifigenia. Orestes encuentra refugio y solaz en el nuevo templo de Apolo en Delfos, y el dios, incapaz de librarlo de la molesta ira de las Furias, le aconseja su huida a Atenas, bajo la protección de Hermes, para someterse al juicio de la diosa Atenea. Mientras, el dios lanza un conjuro sobre las Furias que lo persiguen, para retrasarlas. 
Aparece el fantasma de Clitemnestra asesinada, que despierta a las durmientes Erinias, instándolas a que sigan persiguiendo a Orestes. La primera aparición en escena de las Erinias es terrible: cantan al unísono conforme se van despertando, el désmios hymnos un canto que encadena mágicamente, al objeto de castigar a Orestes. Y buscan el olor de la sangre que les llevará a seguir el rastro de Orestes. Según la leyenda, en el estreno de la obra esto impresionó tanto que provocó miedo y angustia en el público, hasta el punto de que una mujer embarazada, llamada Neera, murió en ese mismo lugar [cita requerida]. Pero la intervención de Apolo salva a Orestes que expulsa a las Erinias, ofendidas por la intervención de un dios para la defensa de un asesino de su propia madre. 
La escena se traslada a Atenas. Cuando las Erinias localizan a Orestes en Atenas, la escena es nuevamente inolvidable: Orestes se ha abrazado como suplicante a una pequeña estatua de Atenea. Las Erinias lo rodean oliendo la sangre de su madre. Una vez que lo ven, pueden distinguir también riachuelos de sangre que empapan la tierra bajo sus huellas. La diosa aparece en escena y decide que un jurado de doce atenienses juzgue al suplicante. Las Erinias aceptan que se realice un juicio y se dicte sentencia; se oponen, no obstante, a que se dicten leyes nuevas que impidan el castigo inmediato y sin contemplaciones de los crímenes de sangre.
Se instituye el Areópago de Atenas con estas palabras de Atenea: «Pero, que este asunto se ha presentado aquí, para entender en los homicidios, elegiré jueces, que a la vez que sean irreprochables en la estimación de la ciudad, estén vinculados por juramento, y los constituiré en tribunal para siempre». Esta idea de Esquilo, da una explicación mítica a un progreso social: la sustitución de la venganza por la justicia. Aquella era automática y sin miramientos en los inicios de la civilización. La justicia ya no es concebida de un modo de condena automático, sino como un instrumento para introducir la razón en los procesos de culpabilidad al tiempo que ha de ser administrada por un poder delegado de la comunidad.
Apolo actúa de abogado de Orestes mientras las Erinias actúan como abogado de la fallecida Clitemnestra. Las Erinias, diosas de la venganza de sangre, sostienen que, si no se condena a Orestes, en la ciudad cualquiera se sentirá libre de cometer cualquier tipo de acto por venganza propia. Durante el juicio, Apolo convence a Atenea de que, en un matrimonio, el marido es más importante que la mujer, señalando que Atenea nació solamente de Zeus y sin intervención de una madre (Zeus se tragó a Metis). Antes de que se cuenten los votos, Atenea vota en favor de Orestes. Apolo y Atenea sostienen que los dos homicidios tienen diferente gravedad. El hijo tiene la misma sangre que el padre porque él lo ha generado y por lo tanto tiene el derecho de vengarse. 
Se corta así por fin la cadena de crimen, venganza, crimen, mediante un juicio donde intervienen, jueces humanos y no la implacable venganza sin consideraciones de los dioses.
Después del recuento, los votos son iguales en cada lado. Atenea intenta convencer a las Furias de que acepten su decisión. Las Erinias, increpan a Atenea por vulnerar viejas leyes. Pero, al final, ellas se someten. (Sin embargo, en Ifigenia en Táuride, de Eurípides, las Erinias siguen acosando a Orestes incluso después del juicio).
Atenea entonces les da otro nombre, Euménides (‘benevolentes’), quienes se comprometen a mostrar su lado más benigno a Atenas. Las Erinias serán entonces honradas por los ciudadanos de Atenas para asegurar su prosperidad. Atenea también declara que en adelante los empates entre los jurados deben resolverse en beneficio del acusado, siendo absuelto, puesto que la misericordia debe prevalecer siempre sobre la severidad.

## Valoración
En la tragedia, Esquilo promueve bajo la forma de una alegoría el modelo democrático ateniense: el Areópago que viene a decidir sobre la suerte de Orestes representa de hecho la nueva justicia ateniense que viene a sustituir la previa justicia privada y tribal de la que el φθόνος δίκαιος, el "homicidio justo" constituye un ejemplo. Un tipo de "promoción" similar está presente también en Las suplicantes. 